# Dave Longaberger
Dave W. Longaberger (1934 – 1999) was een Amerikaanse zakenman die de Longaberger Company oprichtte, makers van handgemaakte esdoornhouten manden en accessoires. Dave heeft twee dochters, Tami Longaberger, die CEO was van de Longaberger Company, en Rachel Longaberger Stukey, voorzitter van de Longaberger Foundation.
Longaberger groeide op in een arm gezin met 12 kinderen. Hij stotterde, leed aan epilepsie en studeerde pas af op de middelbare school toen hij 21 was. Hij begon zijn mandenbedrijf in 1971.

## Nalatenschap
Longaberger was ook filantroop, met de nadruk op Dresden, Ohio.  Hij gaf miljoenen aan de lokale gemeenschap en scholen en verleende de broodnodige diensten aan de gemeenschap. 
Longaberger was geïnteresseerd in geschiedenis. Later, nadat hij welvarend werd, ondernam Longaberger de restauratie van veel historische gebouwen in het gebied van Dresden, Ohio. Enkele van de geredde gebouwen waren:
- Het Kapiteinshuis (1850)
- Het Dresden Hotel (begin 20e eeuw)
- De ijzermolen van Dresden (circa 1880)
- De wollen molen van Dresden (circa 1890)
- Het herenhuis Prospect Place (1856)
- The Cox House, Trinway (circa 1900)
- Het station van Dresden

Bovendien kocht en renoveerde Longaberger veel andere historische gebouwen aan de Main Street in Dresden.